# Joseph Swan

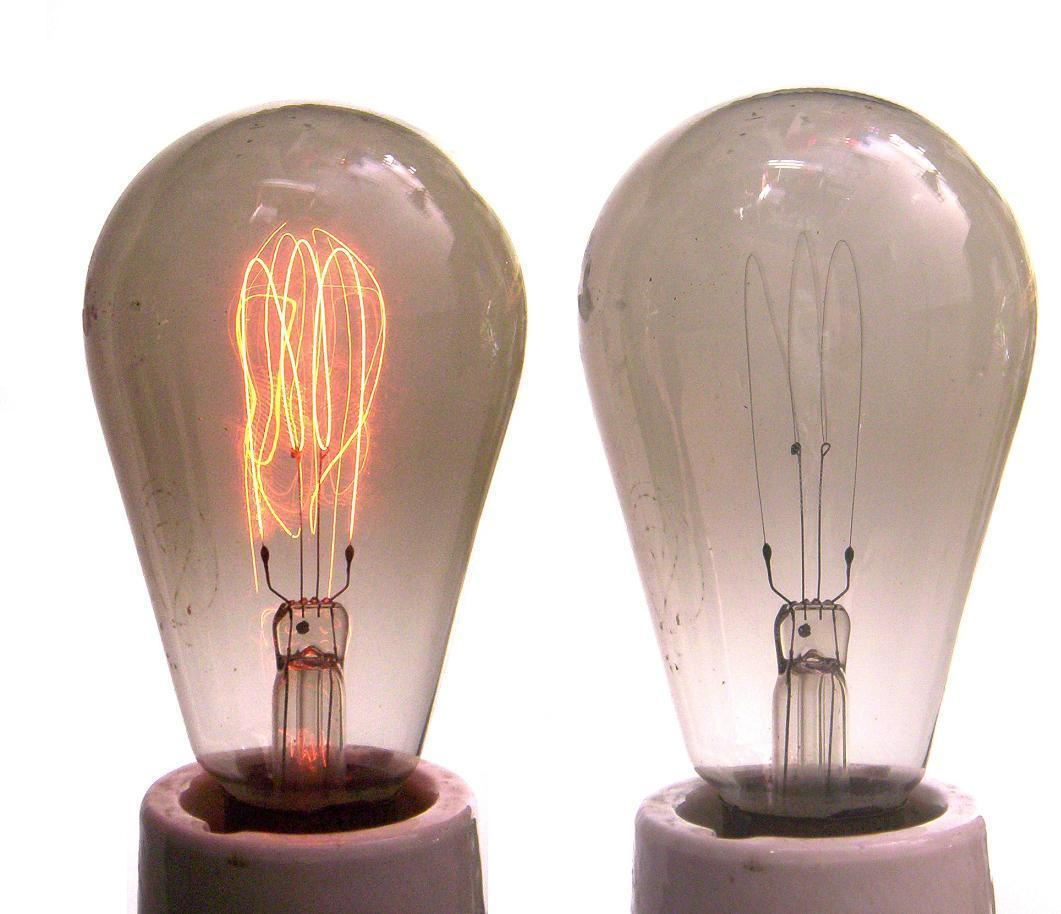
Đèn dây tóc, một sáng chế của Joseph Swan

Joseph Wilson Swan (31 tháng 10 năm 1828 - 27 tháng 5 năm 1914) là một nhà vật lý học và hóa học người Anh. Ông nổi tiếng là vì sáng chế đầu tiên của ông vào năm 1878, bóng đèn sợi đốt. Ngôi nhà của ông (ở Gateshead) là nơi đầu tiên trên thế giới có bóng đèn chiếu sáng. Giảng đường "Lit & Phil" (Newcastle) là nơi công cộng đầu tiên được lắp bóng đèn sợi đốt.
Năm 1904, ông được phong tước hiệp sĩ bởi Vua Edward VII, được trao thưởng Huân chương Hughes và trở thành thành viên của Hiệp hội Dược phẩm của Anh.